# Gorgon (Inumani)
Gorgon, il cui nome per intero è Gorgon Petragon, è un personaggio dei fumetti creato da Stan Lee (testi) e Jack Kirby (disegni), pubblicato dalla Marvel Comics. La sua prima apparizione avviene in The Fantastic Four (Vol. 1) n. 44 (novembre 1965).
Membro della Famiglia Reale Inumana e capo della Guardia Reale di Attilan, Gorgon è dotato di zampe equine simili a quelle di un satiro e tanto potenti da poter generare onde sismiche semplicemente sbattendo gli zoccoli al suolo.

## Biografia del personaggio

### Origini
Nato sull'isola di Attilan, nell'Oceano Atlantico, dall'architetto Korath e dell'archivista Milena, Gorgon è nipote di re Agon e pertanto membro della Famiglia Reale Inumana; come da tradizione tra gli Inumani, raggiunta l'adolescenza si espone alle Nebbie Terrigene ottenendo una forza sovrumana e degli zoccoli equini tanto potenti da generare onde sismiche. Crescendo, Gorgon diviene la guardia personale dell'erede al trono di Attilan, suo cugino Blackagar Boltagon (Freccia Nera), nonché il capo della Guardia Reale ed il responsabile della formazione dei giovani espostisi alle Nebbie Terrigene, affinché imparino a controllare i poteri acquisiti.

### Alleato dei Fantastici Quattro
Nel momento in cui Medusa scompare a seguito di un'amnesia Gorgon, Karnak, Triton e Freccia Nera si prodigano per ritrovarla, impresa nel corso della quale conoscono i Fantastici Quattro, con cui instaurano una profonda amicizia ed alleanza che li porta a collaborare in numerose occasioni per affrontare Maximus o altri supercriminali. Come tutti gli Inumani, Gorgon abbandona poi la Terra a causa dell'elevato inquinamento trasferendo Attilan su un'area della Luna denominata "Lato Blu".
Successivamente Gorgon collabora con i Vendicatori, si scontra con l'Alto Evoluzionario, assiste alla nascita del figlio di Freccia Nera e Medusa, Ahura , viene brevemente manipolato da Mefisto e Cuore Nero e combatte contro Apocalisse al fianco di X-Factor.
Quando Quicksilver ruba le Nebbie Terrigene agli Inumani al fine di recuperare i poteri perduti a seguito dell'M-Day e queste finiscono in mano al governo degli Stati Uniti, Freccia Nera dichiara guerra al governo statunitense mentre Gorgon, nel tentativo di recuperarle,  viene catturato dallo S.H.I.E.L.D. e sottoposto a una seconda Terragenesi che lo trasforma in un mostro con scatti d'ira incontrollabili sebbene, qualche tempo dopo la guerra coi Kree riacquista misteriosamente fattezze più umanoidi.

### Missione diplomatica
Qualche tempo dopo che Freccia Nera fa esplodere una Bomba Terrigena su New York provocando l'attivazione dei poteri dei NeoUmani, Gorgon, paralizzato dalla vita in giù in seguito a uno scontro con Lineage, si unisce alla missione diplomatica guidata da Crystal per la riabilitare gli individui mutati dal Terrigene.

## Poteri e abilità
Come conseguenza dell'esposizione alle Nebbie Terrigene, Gorgon è dotato di forza, velocità e resistenza largamente sovrumane nonché di zoccoli equini in grado di generare onde d'urto paragonabili ad un potente terremoto. Come molti Inumani è inoltre dotato di un'aspettativa vitale media di circa 150 anni sebbene il suo sistema immunitario sia invece parecchio più debole rispetto a quello di un comune essere umano, tanto che difficilmente potrebbero sopravvivere in ambienti inquinati.
Dopo la sua seconda esposizione alle Nebbie Terrigene, Gorgon ha incrementato notevolmente le sue capacità fisiche e le sue dimensioni, assumendo però un aspetto ed un comportamento più brutale e bestiale; tale seconda mutazione pare essere stata tuttavia solamente temporanea.

## Altre versioni

### Amalgam
Nell'universo Amalgam, l'inumano Gorgon è stato fuso col Grande Orso dei Forever People dando vita a Big Gorgon degli Un-People.

### Marvel Zombi
Nell'universo Marvel Zombi, Gorgon, così come l'intera Famiglia Reale Inumana, sono mutati in zombie e uccisi da Machine Man. Un colpo del suo zoccolo è così potente da fratturargli la gamba.

### Terra X
Nella realtà di Terra X Gorgon ha subito un'ulteriore mutazione e possiede la testa di un toro.

### Ultimate
Nell'universo Ultimate, Gorgon è di sesso femminile nonché la sorella mediana di Medusa e Crystal, che la definisce la donna più potente della Terra, nonostante nella sua breve apparizione essa dimostri solo dei poteri ipnotici.

## Altri media

### Televisione
- Gorgon appare nella serie animata del 1994 I Fantastici Quattro.
- Il personaggio è presente in un episodio di Ultimate Spider-Man.
- Gorgon compare in un episodio di Hulk e gli agenti S.M.A.S.H..
- Nella serie animata Guardiani della Galassia, compare Gorgon.
- Gorgon compare nella serie animata Avengers Assemble.
- Gorgon è presente nell'anime Future Avengers.
- Il personaggio è tra i protagonisti della serie televisiva del Marvel Cinematic Universe Inhumans, interpretato da Eme Ikwuakor.[27]

### Videogiochi
- Gorgon è un personaggio di supporto nel videogame Marvel: La Grande Alleanza.
- In Marvel: Avengers Alliance Gorgon è un personaggio sbloccabile.